# Корсаков (станция)
Корсаков — железнодорожная станция Сахалинского региона Дальневосточной железной дороги, один из пунктов перевалки грузов с морского транспорта на железнодорожный на Сахалине. Названа по городу, в котором расположена.

## История
- 1 июня 1908 года — станция открыта на продлённом участке железной дороги от станции Нанкэйтё (Новик) в составе железной дороги губернаторства Карафуто. Ширина колеи на тот момент — 600 мм.
- 1 декабря 1910 года — завершены работы по перешивке на колею 1067 мм.
- 1 мая 1923 года — начала работать железнодорожная паромная переправа до станции Вакканай на острове Хоккайдо.
- 5 декабря 1928 года — построен участок железной дороги до станции Корсаков-порт. Станция перестаёт быть тупиковой.
- 1 апреля 1943 года — в связи с включением Южного Сахалина в состав внутренних территорий станция переподчинена Министерству железных дорог Японии.
- август 1945 года — в ходе советско-японской войны занята Красной Армией.
- 1 февраля 1946 года — де-юре исключена из состава японских железных дорог.
- 1 апреля 1946 года — включена в состав советских железных дорог под названием Корсаков.
- 1 сентября 2019 года — завершены работы по перешивке на колею 1520 мм.

## Деятельность
По параграфу станция способна осуществлять небольшие грузовые отправления со складов и на открытых площадках, приём/отправку контейнеров массой до 5 тонн. Также станция принимает грузы, поступающие на Сахалинский регион из порта.
Пассажирское сообщение по станции периодически отменяется. До 2007 года (с перерывами) курсировали две пары дизельных поездов Южно-Сахалинск — Корсаков, в 2009—2011 годах до Корсакова продлевался дизельный экспресс № 121/122 Томари — Корсаков (с 2011 года укорочен обратно до Южно-Сахалинска).
К 1 января 2013 года планировалось возобновление движения пригородных поездов до Южно-Сахалинска, но так и не было осуществлено.
С 2015 года пригородное движение существует по маршруту Корсаков (Пять углов) — Южно-Сахалинск дважды в сутки.